# Behemoth (Franz Neumann)
Behemoth. Struktur und Praxis des Nationalsozialismus 1933–1944 ist ein Standardwerk der Politischen Soziologie und Staatstheorie. Es wurde von Franz Neumann in den Jahren 1941 bis 1944 während seines Exils in den USA verfasst und wurde zuerst 1942, in erweiterter Form 1944 veröffentlicht. Die deutsche Übersetzung erschien 1977.

## Inhalt

### Zum Titel
In der jüdischen Eschatologie, die ihrerseits auf babylonische Ursprünge zurückgeht, wird von drei Ungeheuern berichtet, welche das Chaos beherrschen. Behemoth beherrscht das Land bzw. die Wüste, Leviathan die See und Ziz die Luft. Nach den apokalyptischen Schriften bekämpfen sich Behemoth und Leviathan und errichten kurz vor dem Ende der Welt eine Schreckensherrschaft. Nach beider Untergang kommt der Tag der Gerechtigkeit. Während der spätantike Kirchenvater Augustinus Behemoth mit dem Satan gleichsetzte, nahm der politische Denker Thomas Hobbes den Leviathan in der frühen Neuzeit als Metapher für den Staat als politisches Zwangssystem mit einem Rest von Herrschaft des Gesetzes; sein Behemoth hingegen schildert mit dem englischen Bürgerkrieg des 17. Jahrhunderts einen Unstaat, einen Zustand der Gesetzlosigkeit.
Neumann nimmt Bezug darauf, wenn er schreibt:

„Da wir glauben, daß der Nationalsozialismus ein Unstaat ist oder sich dazu entwickelt, ein Chaos, eine Herrschaft der Gesetzlosigkeit und Anarchie, welche die Rechte wie die Würde des Menschen ‚verschlungen‘ hat und dabei ist, die Welt durch die Obergewalt über riesige Landmassen in ein Chaos zu verwandeln, scheint uns dies der richtige Name für das nationalsozialistische System: DER BEHEMOTH.“

### Der Zusammenbruch der Weimarer Republik
Die Politik des deutschen Kaiserreichs verfolgte das Ziel imperialistischer Expansion durch den Ausbau militärischer Stärke. Der Bedrohung durch sozialistische Bestrebungen der Arbeiterbewegung suchte Reichskanzler Bismarck durch polizeiliche Unterdrückung sowie soziale Zugeständnisse entgegenzuwirken. Die preußische Bürokratie wurde zu einer Hochburg des Semi-Absolutismus umstrukturiert. Das Heer wurde zu einem Bollwerk der monarchischen Macht ausgebaut. Das Agrar- und Industriekapital söhnte sich aus durch die Einigung sowohl auf Schutzzölle für Agrarerzeugnisse wie auch für die Aufrüstung der Kriegsflotte. Diese Koalition der Mächtigen verfügte jedoch über keine allgemein anerkannte Rechtfertigung der staatlichen Souveränität.
Die deutsche Verfassung von 1919 übernahm das Friedensprogramm des US-Präsidenten Woodrow Wilson, vermied sonst aber, die neue Verfassung auf eine bestimmte politische Anschauung festzulegen. So sollte es statt Klassenkampf zu einer Zusammenarbeit der Klassen kommen, was der Ideologie der katholischen Zentrumspartei nahekam. In der Doktrin des Pluralismus wurde der Staat als ein bestimmter Zusammenschluss von Individuen unter vielen möglichen anderen betrachtet. Dadurch wurde der Staat der obersten Zwangsgewalt beraubt; der pluralistische Ausgleich der Interessen setzt damit eine gesellschaftliche Harmonie voraus, die die faktisch vorherrschende Ungleichheit an Macht und Einfluss unterschlug.
Am 10. November 1918 gingen Feldmarschall Paul von Hindenburg und der SPD-Führer Friedrich Ebert ein Bündnis „gegen den Bolschewismus“ ein. Mit dem Stinnes-Legien-Abkommen vom 15. November 1918 wurde die Schaffung einer „Zentralarbeitsgemeinschaft von Arbeitgebern und Arbeitnehmern“ vereinbart, wodurch die Voraussetzung zur Aushandlung von kollektiven Arbeitsverträgen geschaffen wurde. Die Weimarer Verfassung setzte somit im Wesentlichen Punkte um, die in Vereinbarungen durch maßgebliche gesellschaftliche Gruppen zuvor entschieden worden waren. Hauptstützen des pluralistischen Systems bildeten somit die sozialdemokratische Partei sowie die Gewerkschaften. Die anderen Gruppen wie Industrie, Justiz und Armee strebten demgegenüber ihre Interessen durchzusetzen, womit sie aufgrund der politischen Fehler der sozialdemokratischen Politiker zunehmend Erfolg hatten. Begünstigt durch Konzentrationsprozesse aufgrund von Krieg und Inflation sowie ständig unausgeschöpfte Produktionskapazitäten, wurde der Trend zur „Vertrustung“ der deutschen Wirtschaft verstärkt (Stinnes-Konzern, Vereinigte Stahlwerke, IG Farben). Dem Niedergang der Arbeiterbewegung durch wirtschaftliche Entwicklung und sozialstrukturellen Wandel in der Beschäftigtenstruktur entsprach ein Erstarken der politischen Bewegung der Konterrevolution, was sich insbesondere im Bereich der politischen Justiz offenbarte (signifikantes Beispiel ist die juristische Behandlung des Hitler-Putsches von 1923). Die Demokratie brach zusammen, weil sich sozialdemokratische Führung und Gewerkschaften gegenüber diesen Angriffen hilflos zeigten.

### Die politische Struktur des Nationalsozialismus
Die Ideologie des Nationalsozialismus verwirft mit ihrer großen inneren Inkohärenz alle traditionellen Lehren und Werte gegenüber einem fundamentalen Ziel: „die Diskrepanz zwischen den potentiellen und den bisherigen und gegenwärtig noch bestehenden Möglichkeiten der deutschen Industrieapparates durch einen imperialistischen Krieg zu lösen“. Nach außen wie nach innen war die nationalsozialistische Ideologie mit blankem Terror verschmolzen. 
1935 gab Hitler öffentlich zu, dass sein Putschversuch ein politischer Fehler gewesen war. Die NSDAP mauserte sich zu einer legalen Partei, die alle formalen Mittel des Rechtsstaates gegen denselben ausnutzte. Die Forderung, alle Macht in den Händen des Reichspräsidenten zu vereinen, bildeten Staatstheoretiker wie Carl Schmitt und Ernst Forsthoff zur Idee des „totalen Staates“ aus. Das politische Leben wurde „gleichgeschaltet“. Nach Kriegsbeginn wurde die politische Macht weiter konzentriert. Der Widerspruch zwischen der Partei und dem Staat führte zu einer Revolte der Partei, die sich der Idee des „totalen Staates“ ideologisch widersetzte. Carl Schmitt reagierte auf diese Auseinandersetzung mit seiner These der Dreigliederung in Staat, Bewegung und Volk. Entgegen anderslautenden Bekundungen verstärkte sich jedoch die Tendenz, dass die Partei die Vorrangstellung über den Staat einnahm, indem sie den staatlichen Verwaltungsapparat immer mehr infiltrierte und anderseits selbst einen bürokratischen Apparat ausbildete. Die volle Souveränität besaß die NSDAP in den Bereichen Polizei und Jugend. Der nationalsozialistischen Ideologie zufolge bildete der Führer den charismatischen Schlussstein des Führerstaates. Das Volkstum galt als Quelle dieses Charismas.

### Die totalitäre Monopolwirtschaft
Welche Kräfte halten die nationalsozialistische Gesellschaft zusammen? Das Wirtschaftssystem ist kapitalistisch, entspricht aber weder dem widerspruchsvollen Begriff des „Staatskapitalismus“ noch der eines „Ständestaates“ (obwohl korporatistische Ideen von der kartellisierten Wirtschaft bereitwillig aufgegriffen wurden, um Außenseiter und Wettbewerber auszuschalten). Im Nationalsozialismus existierte keine verbindliche Wirtschaftstheorie. Die organisatorische Struktur der Wirtschaftsordnung war in vielem eine Fortführung der Strukturen aus der Zeit der Weimarer Republik. Insbesondere das durch die Wirtschaftskrise gefährdete Kartellsystem ist durch den Nationalsozialismus gerettet und durch Prozesse der „Selbstreinigung“ und Zwangskartellierung gestärkt worden. Der Trend zur Monopolisierung wurde durch Germanisierung und Arisierung des Kapitaleigentums sowie die Ausschaltung des Kleinunternehmertums verstärkt. Die Wirtschaftspolitik der „Befehlswirtschaft“ (Staatseingriff und Reglementierung) lässt sich in vier Phasen gliedern: 1. Anfangsphase, 2. Schachts Neuer Plan, 3. Vierjahresplan, 4. Krieg.
Für Neumann fanden die imperialistischen Kreise in Deutschland in der NSDAP einen geeigneten Verbündeten, um für den Imperialismus eine Massenbasis zu gewinnen. Allerdings nicht in der Form wie von der Agententheorie behauptet, als ein „dienstbares Werkzeug“, sondern, dass Industrie und NSDAP im Hinblick auf die imperialistische Expansion dieselben Ziele hatten. Die NSDAP war nach seiner Ansicht ausschließlich damit beschäftigt, die tausendjährige Herrschaft zu errichten, dafür konnte sie nicht anders als das Monopolsystem zu schützen, welches sie als wirtschaftliche Basis brauchte. Die Frage was die Triebkraft der Wirtschaft im Dritten Reich ausmachte, „Vaterlandsliebe, Machtstreben, das Gewinnstreben?“ beantwortet er damit, dass das Gewinnprinzip weiterhin die Apparatur bestimmte, aber die Triebkraft des ökonomischen Systems im Nationalsozialismus der „aggressive, imperialistische, expansionistische Geist des deutschen Großkapitals“ war.

### Die neue Gesellschaft
Die vordringliche Intention und das Ergebnis von Neumanns Arbeit besteht im Nachweis, dass Deutschland auch im Nationalsozialismus eine Klassengesellschaft ist, in der eine herrschende Klasse alle sozial-ökonomischen Mechanismen benutzt, um die Massen zu steuern und auszubeuten. Unter dem Titel „Die herrschende Klasse“ werden von Franz Neumann folgende Aspekte behandelt: die Ministerialbürokratie, die Parteihierarchie, Beamtentum und Partei, Wehrmacht und Partei, die Industrieführung, die Agrarführung, die Erneuerung der herrschenden Klasse. Die „Kontinentale-Öl-Gesellschaft“, die die Gewinne aus der Erdölgewinnung in den neu eroberten Gebieten kontrolliert, ist als Modell für eine neue Form der Zusammenarbeit der alten und der neuen Führungskreise anzusehen. Die herrschende Klasse setzt sich nach Neumann aus „Partei, Armee, Bürokratie und Industrie“ zusammen, die gegeneinander weitgehend autonome Machtgruppen darstellen. Im 1944 hinzugefügten „Anhang“ aktualisierte Neumann die Entwicklung der herrschenden Klasse dahingehend, dass die Ministerialbürokratie als autonome Machtgruppe bedeutungslos werde, die Wehrmachtsführung weiterhin eine parteiunabhängige Machtelite darstelle und die Industrieführung und Parteiführung immer stärker zu einem Machtblock verschmelzen.
Die beherrschten Klassen werden bestimmten nationalsozialistischen Organisationsprinzipien unterworfen. Diese verfestigen sich zu bestimmten Organisationsstrukturen, wie die Deutsche Arbeitsfront, im Arbeitsrecht die „Betriebsgemeinschaft“ und der „Betriebsführer“. Der Betrieb soll aufbauen auf der „sozialen Ehre“ der Arbeit und einer entsprechenden Ehrengerichtsbarkeit. Die Freizeit wird reglementiert. Als Mittel der Massenbeherrschung werden Lohn- und Einkommenspolitik sowie Propaganda und Terror eingesetzt.

## Wirkungsgeschichte

### Politische Soziologie
In der Politischen Soziologie in Deutschland wurde Neumann weitgehend ignoriert.

### NS-Forschung
Schon unmittelbar nach seinem Erscheinen diente das Werk als Standardliteratur der US-amerikanischen NS-Forschung und als Nachschlagewerk, um US-amerikanischen Besatzungsbehörden die Zuständigkeiten und Funktionsabläufe im besiegten NS-Regime verständlicher zu machen. Auch bei der Vorbereitung des Nürnberger Hauptkriegsverbrecher-Prozesses und der Nürnberger Nachfolgeprozesse folgte die Anklagevertretung dieser Analyse.
C. Wright Mills nannte kurz nach Erscheinen den Behemoth sowohl eine definitive Analyse des Deutschen Reiches wie auch einen grundlegenden Beitrag zu den Sozialwissenschaften. Die positiven Stellungnahmen reichen von Ernst Fraenkel bis Ernst Nolte.

### Hannah Arendt
Die politische Philosophin Hannah Arendt setzte sich in ihrem 1951 in New York erschienenen Hauptwerk The Origins of Totalitarianism an zwei Stellen mit Neumanns Analyse des NS-Systems auseinander. Im Abschnitt über den totalitären Staatsapparat des Nationalsozialismus heißt es, manchen Beobachtern sei die eigentümliche „Strukturlosigkeit“ totalitärer Regierungen aufgefallen. In der Fußnote dazu schreibt sie: „… und Franz Neumann betont in seinem Behemoth 1942, daß Deutschlands Verfassung sich von der Italiens durch ihre absolute Strukturlosigkeit unterscheide.“ Im selben Abschnitt über den Staatsapparat kritisiert sie die Aussagen, es habe sich um ein Gangster- oder um ein Cliquenregime gehandelt. In der entsprechenden Anmerkung notiert sie lapidar in Bezug auf die 1942er Ausgabe des Behemoth: „Franz Neumann ist der Meinung, daß es sich im Dritten Reich um eine Gangsterregierung gehandelt habe.“
Bis zum Herbst 1947 hatte Arendt in Vorstudien für ihre große Arbeit aus Neumanns Analyse den Begriff „Rassenimperialismus“ übernommen. Erst danach hatte sie sich entschlossen, nicht nur den Nationalsozialismus, sondern auch den Stalinismus zu analysieren und beide Systeme unter dem Begriff der „totalen Herrschaft“ zusammengefasst.
Warum Hannah Arendt Franz Neumanns Exil-Studie nicht ausführlicher berücksichtigt, ist nicht bekannt. Nach Funke war Behemoth – auch wenn Neumanns politiksoziologische Praxisanalysen des nationalsozialistischen Faschismus als Gesellschaftssystem inzwischen durch weitere und weitergehende Forschungen der letzten sechzig Jahre teilweise fundiert und ergänzt, teilweise modifiziert und variiert wurden – „die erste Strukturanalyse des Dritten Reiches“ (siehe Weblinks), weil der Sozialwissenschaftler Neumann sich sowohl das übernommene Institutionensystem des Deutschen Reiches als auch die neu entwickelten Herrschaftstechniken des faschistischen Nationalsozialismus als gesellschaftliches und Herrschaftssystem analytisch ansah und damit über Ernst Fraenkels These vom Doppelstaat (The Dual State 1942) hinausging:
So erkannte Neumann insbesondere im NS-Rechtssystem „eine Technik der Massenmanipulation durch Terror“ (Behemoth 1984, S. 458). Genannt seien: Abschaffung der Gewaltenteilung (Legislative: Gesetzgebung – Jurisdiktion: Rechtsprechung – Exekutive: Ausführung), Beseitigung des Laienrichtertums, Reduktion der deutschen Berufsrichterschaft „auf den Status des Polizeibeamten“, schließlich die Aushöhlung des Grundsatzes nulla poena sine lege, nullum crimen sine lege („ohne Gesetz keine Strafe, ohne Gesetz kein Verbrechen“).

### Frankfurter Schule
In der deutschen Behemoth-Ausgabe ist Neumanns These von der NS-Massenmanipulation durch Terror in Rechtsform (mass manipulation by terror in form of law ³1966, S. 453) so wiedergegeben: „Die Strafgerichte sind heute im Verein mit der Geheimen Staatspolizei, der Staatsanwaltschaft und den Henkern in erster Linie Praktiker der Gewalt, und die Zivilgerichte sind primär Vollzugsagenten der monopolistischen Wirtschaftsverbände“ (1984, S. 530).
Franz Neumanns Leitkonzept des totalitären Monopolkapitalismus stimmt in der Analyse eines allgemeinen Trends zur Bürokratisierung von Gesellschaft(en) weitgehend mit den Thesen der Frankfurter Schule überein. Darüber hinaus plädierte er für eigenständige politiksoziologisch-empirische Studien: So versprach sich Neumann beispielsweise von einer systematischen Analyse der Nürnberger Nachfolgeprozesse gegen die Hauptkriegsverbrecher (namentlich erwähnt er als höchst interessant den „Fall“ des „German tobacco king, Reemtsma, at Hamburg“) einen zweifellos wichtigen Beitrag „[to] contribute a great deal toward preventing in the future circumventions and violations similar to those which occurred after Versailles.“

## Ausgaben
- Behemoth. Struktur und Praxis des Nationalsozialismus. Fischer, Frankfurt 1984, ISBN 3-596-24306-8.
  - Behemoth. Struktur und Praxis des Nationalsozialismus 1933–1944. Aktual. Neuausg., Hgg. Alfons Söllner, Michael Wildt. Europäische Verlagsanstalt (EVA), 2018, ISBN 978-3-86393-048-6.
- Behemoth. The structure and practice of national socialism. Gollancz, London 1942.
- Behemoth. The structure and practice of national socialism 1933-1944. Gollancz, London 1944. [Mit Anhang zu 1942-1944.]
- Behemoth. The structure and practice of National Socialism 1933–1944. Harper & Row, New York 1966. Reprint: Octagon 1983, ISBN 0-882-54844-1.
  - Behemoth: The Structure and Practice of National Socialism, 1933–1944. Ivan R. Dee, Chicago 2009.
- Behemoth. Pensamiento y acción en el nacional-socialismo. Fondo de Cultura Económica, México, 1943. Reprint: Fondo de Cultura Económica, Madrid 1983 und Fondo de Cultura Económica, México 2005.
  - Behemoth. Pensamiento y acción en el nacional-socialismo 1933–1944. Anthropos, Barcelona 2014. [Mit Anhang zu 1942–1944.]